# IPhone OS 3
iPhone OS 3 (estilitzat com iPhone OS 3.0) és la tercera versió principal del sistema operatiu mòbil iOS desenvolupat per Apple Inc., succeint a l'iPhone OS 2. Va ser anunciat el 17 de març de 2009 i va ser llançat el 17 de juny de 2009. Va ser succeït per iOS 4 el 21 de juny de 2010, eliminant la convenció de nomenclatura "iPhone OS".
L'iPhone OS 3 va afegir una funció de "tallar, copiar i enganxar" a tot el sistema, que permet als usuaris moure el contingut més fàcilment. També va introduir Spotlight, una funció d'indexació de cerca dissenyada per ajudar els usuaris a localitzar informació específica al seu dispositiu, com ara contactes, missatges de correu electrònic o aplicacions. La pantalla d'inici es va ampliar per permetre als usuaris afegir fins a 11 pàgines, mostrant un total de 180 aplicacions. L'aplicació Missatges va rebre suport per a MMS, mentre que l'aplicació Càmera va rebre suport per a la gravació de vídeo a l'iPhone 3GS, i una nova aplicació "Notes de veu" permetia als usuaris gravar la seva veu. També s'ha afegit la capacitat de compra des de l'aplicació a les aplicacions de tercers.
L'iPhone OS 3 és l'última versió d'iOS que admet l'iPhone de primera generació i l'iPod Touch de primera generació, ja que el seu successor, iOS 4, deixa de ser compatible amb ambdós models.

## Aplicacions predeterminades
- iTunes
- App Store
- Text
- Calendari
- Fotos
- Càmera
- YouTube
- Estocs
- Mapes
- El temps
- Rellotge
- Calculadora
- Notes
- Configuració

- Telèfon
- Correu
- Safari (ja no funciona sense fer jailbreak)
- iPod/Música

## Característiques del sistema

### Retalla, copia o enganxa
L'iPhone OS 3 va introduir un diàleg de bombolles "tallar, copiar i enganxar" quan els usuaris mantenen premut text. El botó "enganxa" incorporaria qualsevol cosa emmagatzemada al porta-retalls del dispositiu a l'àrea marcada.

### Spotlight
Spotlight és una funció d'indexació i cerca a tot el sistema, amb l'objectiu d'ajudar els usuaris a cercar al seu dispositiu contactes específics, missatges de correu electrònic, cites de calendari, fitxers multimèdia, aplicacions i molt més. S'hi accedeix fent lliscar cap a la dreta des de la pantalla d'inici.

### Pantalla d'inici
L'iPhone OS 3 va ampliar el nombre màxim de pàgines a la pantalla d'inici a 11, per a un total de 180 aplicacions.

### Troba el meu iPhone
Els usuaris amb subscripcions a MobileMe van poder fer un seguiment remot, bloquejar i esborrar els seus iPhones si es perdien.